# Sandviken, Karlskoga
Sandviken är en stadsdel och ett historiskt hemman i östra delen av Karlskoga, först omtalat som klostergods under Riseberga kloster. Sandviken är liksom övriga Karlskogastadsdelar i dag en del av landskapet Värmland, historiskt har dock stadsdelen ingått i landskapet Närke då landskapsgränsen gick genom Timsälven.

## Historik
Hemmanet Sandviken är känt sedan 1300-talet när det år 1336 nämns som klostergods under Riseberga.
I stadsdelen fanns tidigare en flyktingförläggning, vilken avvecklades 2009.[källa behövs]
Inom stadsdelen, som är vackert belägen vid sjön Möckeln, finns två badplatser: Sandtorpsbadet och Sandviksbadet.
När Sandviksbadet upprättades 1963 var det den enda campingen i Karlskoga. Campingen var från början trestjärnig men 1987 sänktes den till tvåstjärnig och 1989 lades campingen ner. 1991 tog volleybollklubben Towerbeach club över driften och 1992 hölls SM-slutspelet i beachvolleyboll i Sandviken.